# Cambridge Spies
Cambridge Spies è una miniserie televisiva britannica del 2003, composta da 4 episodi, diretta da Tim Fywell e sceneggiata da Peter Moffat. 

## Trama
La serie riprende le vicende dei Cinque di Cambridge; cinque agenti segreti doppiogiochisti britannici che, a partire dagli anni trenta, cominciarono a trasmettere importanti informazioni dei servizi segreti britannici all'Unione Sovietica.

## Personaggi e interpreti
- Guy Burgess, interpretato da Tom Hollander, agente segreto britannico al servizio dell'Unione Sovietica facente parte del gruppo denominato i Cinque di Cambridge.
- Kim Philby, interpretato da Toby Stephens, agente segreto britannico al servizio dell'Unione Sovietica facente parte del gruppo denominato i Cinque di Cambridge.
- Anthony Blunt, interpretato da Samuel West, agente segreto britannico al servizio dell'Unione Sovietica facente parte del gruppo denominato i Cinque di Cambridge.
- Donald Duart Maclean, interpretato da Rupert Penry-Jones, agente segreto britannico al servizio dell'Unione Sovietica facente parte del gruppo denominato i Cinque di Cambridge.

### Personaggi secondari
- Litzi Friedman, interpretata da Lisa Dillon.
- Julian Bell, interpretata da Patrick Kennedy.
- Principe di Galles, interpretata da Julian Firth.
- Giorgio VI, interpretato da Anthony Andrews, allora Re del Regno Unito.
- Guy Liddell, interpretato da Angus Wright.
- John Cairncross, interpretato da Alastair Galbraith.
- James Angleton, interpretato da John Light.

### Altri personaggi
- Colonel Winter, interpretato da Ronald Pickup.
- Melinda Maclean, interpretato da Anna-Louise Plowman.
- Padre May, interpretato da David Savile.
- Lord Halifax, interpretato da James Fox.
- Klaus Fuchs, interpretato da Garrick Hagon.
- Charlie Givens, interpretato da Simon Woods.
- Frances Doble, interpretata da Nancy Carroll.
- Edward Hand, interpretato da Benedict Cumberbatch.
- Elisabetta II, interpretata da Imelda Staunton.
- Arnold Deutsch, interpretato da Marcel Iureș.

## Riconoscimenti

### Candidature
- BAFTA Awards - 2004
  - Miglior design grafico (Christine Buttner)
  - Migliore fotografia e illuminazione (David Higgs)
  - Miglior design di produzione (Mike Gunn)
  - Miglior sonoro
- GLAAD Media Awards - 2004 
  - Miglior film per la televisione

### Vinti
- Biarritz International Festival of Audiovisual Programming - 2004
  - Golden FIPA
    - Serie TV e serie: musica (John Lunn)
    - Serie TV e serie: attore (Tom Hollander)

  - Silver FIPA
    - Serie TV e serie (Tim Fywell)